# Ēveles pagasts
Ēveles pagasts er en territorial enhed i Burtnieku novads i Letland. Pagasten havde 559 indbyggere i 2010 og omfatter et areal på 92 kvadratkilometer. Hovedbyen i pagasten er Ēvele.